# Regelgeving
Regelgeving bevat directieve kaders, voor het correct implementeren of toepassen van wetgeving.
In regelgeving stelt een regelgever uitvoeringskaders aan anderen. 
Regelgeving is bedoeld om:
- de strekking van wetgeving nader toe te spitsen op een specifieke bedrijfstak of samenlevingsaspect
- de wijze waarop wetgeving geïmplementeerd wordt (tijdelijk) bij te sturen.

In België worden richtlijnen voor ambtenaren, schoolbesturen, ...  meegedeeld via "omzendbrieven", die een concretisering of vertaling zijn van wetgeving die onder vorm van een wet, decreet, koninklijk besluit, ordonnantie, verordening... eerder uitgevaardigd was. 